# 仮焼
仮焼（かりやき）とは、原料を焼結させる（本焼）ために、あらかじめ原料に含まれる炭酸や硝酸を離脱させて、原料を酸化させること。本焼温度よりも低い温度で仮焼を行うことが多い。仮焼と仮焼きはどちらでもよい。
煆焼（かしょう）とは異なる概念である。
高温超伝導体など粉末の原料を混ぜ合わせて試料を作る場合などに仮焼を行う。主に電気炉を使って行われる。原料となる数種類の粉末を混ぜ合わせた後に、粉のままアルミナでできたるつぼに入れて焼く方法、低めの圧力 (0.3–0.5tonf/cm2) で錠剤型（ペレット状）にしてから焼く方法の2種類ある。仮焼を行うとたいていの試料は真っ黒になる。